# ایلخان احدزاده
ایلخان یحیی اوغلو احدزاده خواننده، بازیگر و مجری اهل کشور جمهوری آذربایجان بوده‌است. از فیلم‌هایی که وی در آنها بازی کرده‌است می‌توان به فیلم بابک اشاره نمود.